# Silba arcana
Silba arcana är en tvåvingeart som beskrevs av Mcalpine 1960. Silba arcana ingår i släktet Silba och familjen stjärtflugor. Inga underarter finns listade i Catalogue of Life.